# Malika Reyad

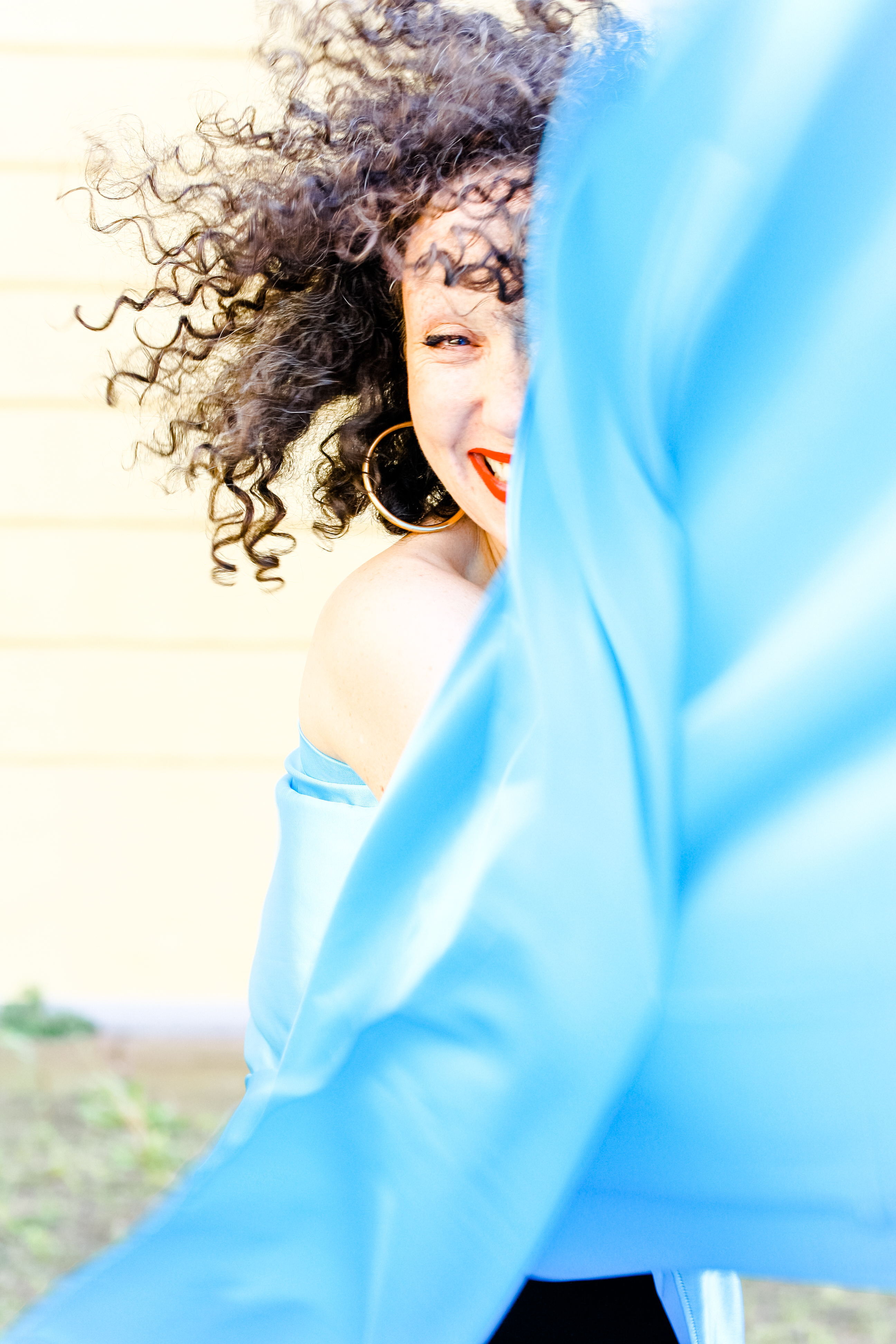
Malika Reyad (2019)

Malika Reyad (* in Lausanne, Schweiz) ist eine deutsch-marokkanische Sängerin, Produzentin und Gesangspädagogin. Sie gründete 2005 die stilistisch breit gefächerten Karlsruher Schlosskonzerte und engagiert sich im Bereich des internationalen Kulturaustauschs.

## Leben und Ausbildung
Malika Reyad kennt das Pendeln zwischen den Welten von Kindesbeinen an. Ihre Eltern stammen aus unterschiedlichen Kulturkreisen: die Mutter Marianne Wetzstein-Reyad (geborene Wenzel * 15. Februar 1943 in Domašov nad Bystřicí, Mähren) wurde 1946 nach Kortelshütte bei Hirschhorn am Neckar zwangsumgesiedelt, der Vater Mohammed Reyad (1939–2024), wuchs in Casablanca auf, wohin seine Berber-Familie vor Armut aus dem Drâa-Tal geflohen war.
Die beiden lernten sich in Lausanne kennen – er Mathematikstudent, sie Krankenpflegerin – heirateten und bekamen zwei Töchter: Malika und ihre jüngere Schwester Fatima (* 1967 in Lausanne). Malika besuchte die Vorschule und sprach vor allem Französisch, auch zu Hause, da sich ihre Eltern nur auf Französisch verständigen konnten.
Bald zogen die Reyads nach Dübendorf bei Zürich, 1970 nach Casablanca. Dort besuchte Malika zunächst die Privatschule Cours Sévigné, dann eine staatliche Grundschule. Vater Reyad machte Karriere und wurde Versicherungsdirektor, die Mutter arbeitete als Fremdsprachenkorrespondentin. Nach einem dreimonatigen Aufenthalt mit beiden Töchtern bei ihrer deutschen Familie in Kortelshütte kehrte sie 1974 nicht mehr nach Marokko zurück. Malika musste sich erneut in einem fremden kulturellen und sozialen Umfeld orientieren und einleben, seit 1975 besitzt sie die deutsche Staatsangehörigkeit.
Schon als Kind hat die Sängerin mit Begeisterung Arien gesungen, mit 17 Jahren fand sie heraus, dass Musiktheater ihr Lebensmittelpunkt werden sollte. Sie wurde Schülerin von Ilse Menigs am Badischen Konservatorium Karlsruhe und später von Iris Braig auf die Aufnahmeprüfung an der Hochschule für Musik Karlsruhe (HfM) vorbereitet. Von 1985 bis 1988 studierte sie Gesang bei Marga Schiml, Lucretia West, Klaus-Dieter Kern und nahm Unterricht bei Charlotte Lehmann in Würzburg. Ab 1988 besuchte sie die Opernschule unter der Leitung von Regisseurin Renate Ackermann sowie Meisterkurse bei Floriana Cavalli in Mailand und Hanno Blaschke im Haus Marteau in Lichtenberg, Oberfranken. 1994 schloss sie ihr Gesangsstudium mit dem Diplom Staatlich geprüfte Opernsängerin (Opernabschluss-Note 1,28) an der HfM in Karlsruhe ab.
Nach ihrem Studium bildete sie sich weiter fort, bei Peter Elkus sowie bei Peter Kooij (als Stipendiatin der Händel-Festspiele Karlsruhe).
Auf der Suche nach einer eigenen Identität fühlte sie sich früh von sogenannter Zigeunermusik angesprochen, beispielsweise den Zigeunerliedern von Johannes Brahms, Antonín Dvořák (Zigeunermelodien op. 55, 7 Lieder auf Texte von Adolf Heyduk) und Horst Meyer-Selb. Oder von Robert Schumanns In der Fremde.
Darüber hinaus trat sie bereits als Studentin in anspruchsvollen Opernproduktionen auf: 1990 beim Bayreuther Festspielchor, 1991 bei den Schlossfestspielen Ettlingen in der Titelpartie der Kinderoper Cinderella nach La Cenerentola von Gioachino Rossini oder 1993 bei einem Gastspiel der Komischen Oper Berlin im Theater im Pfalzbau als Prinzessin von Granada in Die Banditen von Jacques Offenbach.
Malika Reyad ist verheiratet und lebt mit ihrem Mann in Karlsruhe.

## Gesang und Politik

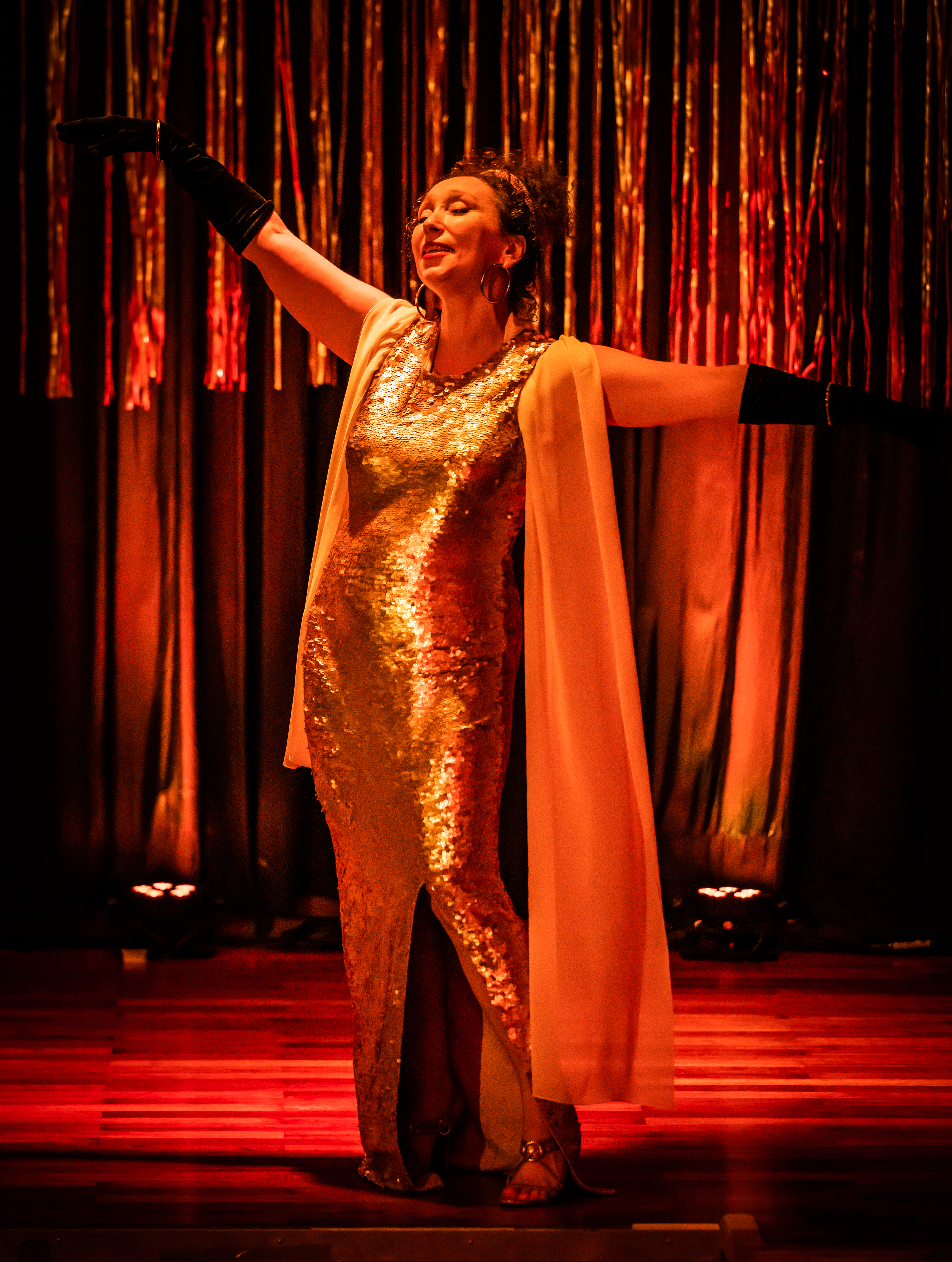
Malika Reyad in Rocking Away The Cold – The Roaring Twenties (2020)

Die Mezzosopranistin gibt regelmäßig Konzerte im In- und Ausland. Ihr Repertoire ist vielseitig und umfasst neben klassischen Konzerten, Liederabenden, Oratorien und Opern vor allem auch spezielle Themen-Konzerte, für die sie intensiv recherchiert, unbekannte oder selten gespielte Werke „entdeckt“, internationale Künstler einlädt und das Programm moderiert. Skurriles und Französische Kunstlieder, die Emanzipation der Frau und Sinnlichkeit der Belle Epoque und des Jugendstils zählen ebenfalls zu den zentralen Themen ihrer künstlerischen Arbeit.
Von 1996 bis 2002 war sie als Gastsolistin am Staatstheater am Gärtnerplatz München engagiert, 2004 und 2005 gab sie Konzerte im Marokkanischen Rundfunk und Fernsehen. 2007 wurde sie für das musikalische Rahmenprogramm der SWR-Kinder-Literaturtage mit Renate Welsh und zu Lesungen mit Martin Walser eingeladen sowie zur Operngala im Rahmen des German Day der Al Akhawayn University in Ifrane.
2009 gastierte sie bei der Herbstuniversität der Marokkaner in Deutschland (Université des marocains en Allemagne) in Fès.

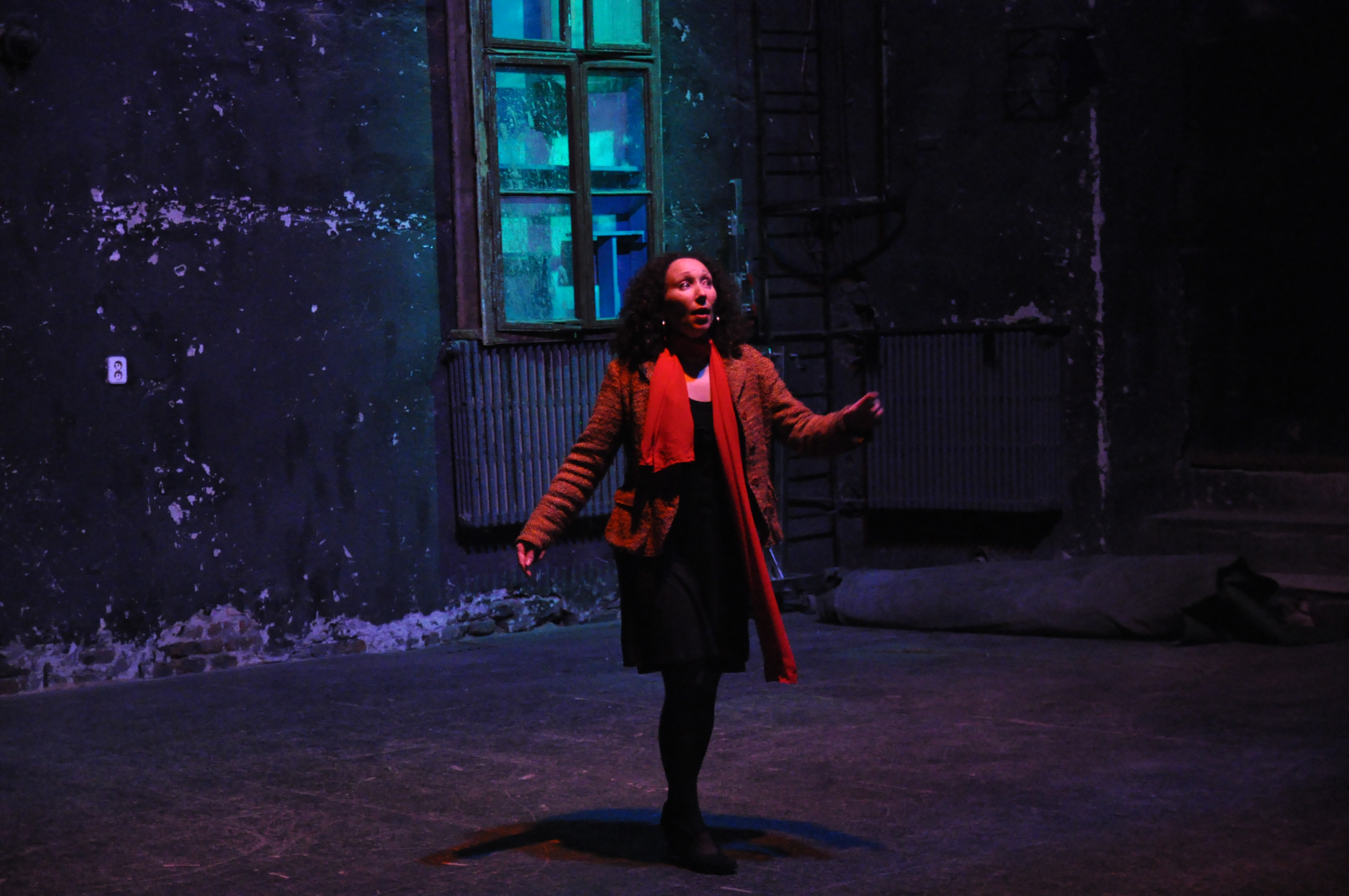
Malika Reyad in Geben Sie Gedankenfreiheit. Ein Abend anlässlich des 20. Jahrestages des Mauerfalls und 20 Jahre Freiheit in Temeswar (2009)

Nach der Gründung des Deutsch-Marokkanischen Kompetenznetzwerkes 2005 wurde Malika Reyad zu dessen Leiterin für Kunst und Kultur (bis 2021) gewählt. Ihre Auftritte beim Festakt 50 Jahre Marokkanische Migration in Deutschland der Deutschen Gesellschaft für Internationale Zusammenarbeit (GIZ) in Berlin und beim Festival L’Art de la femme des Institut français in Tanger waren wichtige Beiträge zum Kulturaustausch zwischen Orient und Okzident.
2011 folgten mehrere Einladungen der Marokkanischen Botschaft in Berlin zu Konzerten in Berlin, Tanger, Rabat und Asilah sowie der Auftrag, eine Soirée als Reaktion auf das Buch Deutschland schafft sich ab von Thilo Sarrazin zu konzipieren.
2020 entstand anlässlich der Feminale der Musik im Zentrum für Kunst und Medien (ZKM) in Karlsruhe das Musikvideo Wohnzimmerkonzert:  Malika Reyad (Mezzosopran) und Eugenia Eichhorn (Klavier) präsentieren Stücke von Clara Faisst und Pauline Viardot-Garcia, mit Lesung aus der Publikation Frauenperspektiven in Karlsruhe durch Christiane Möschle.
2021 produzierte Malika Reyad den Kurzfilm Ich habe Liebe für die Leute, 2022 wurde sie vom Deutsch-Marokkanischen Kompetenznetzwerk zur Buchmesse nach Rabat zu verschiedenen Filmvorführungen mit Konzert eingeladen. So auch ins legendäre Jugendzentrum Maison des Jeunes Hay Mohammadi, berühmt geworden durch die Gründung der marokkanischen Musikband Nass El Ghiwane.

## Karlsruher Schlosskonzerte
2005 gründete Malika Reyad die Schlosskonzerte Karlsruhe und veranstaltet sie seitdem mit 4 bis 8 Konzerten pro Jahr (die COVID-19-Pandemie ausgenommen), meist im Gartensaal des Schlosses. Aber auch open air (Ich, Wolfgang Amadé, 2006 auf der Westterrasse) oder an anderen Aufführungsorten der Stadt, da diese Konzertreihe auch aktuelle Themen des Karlsruher Kulturlebens aufgreift. So stand gleich das Eröffnungsprogramm 2005, die Musikcollage Wenn Dido nur lächelt, im direkten Bezug zur damaligen Ausstellung Hannibal ad portas. Macht und Reichtum Karthagos im Badischen Landesmuseum.

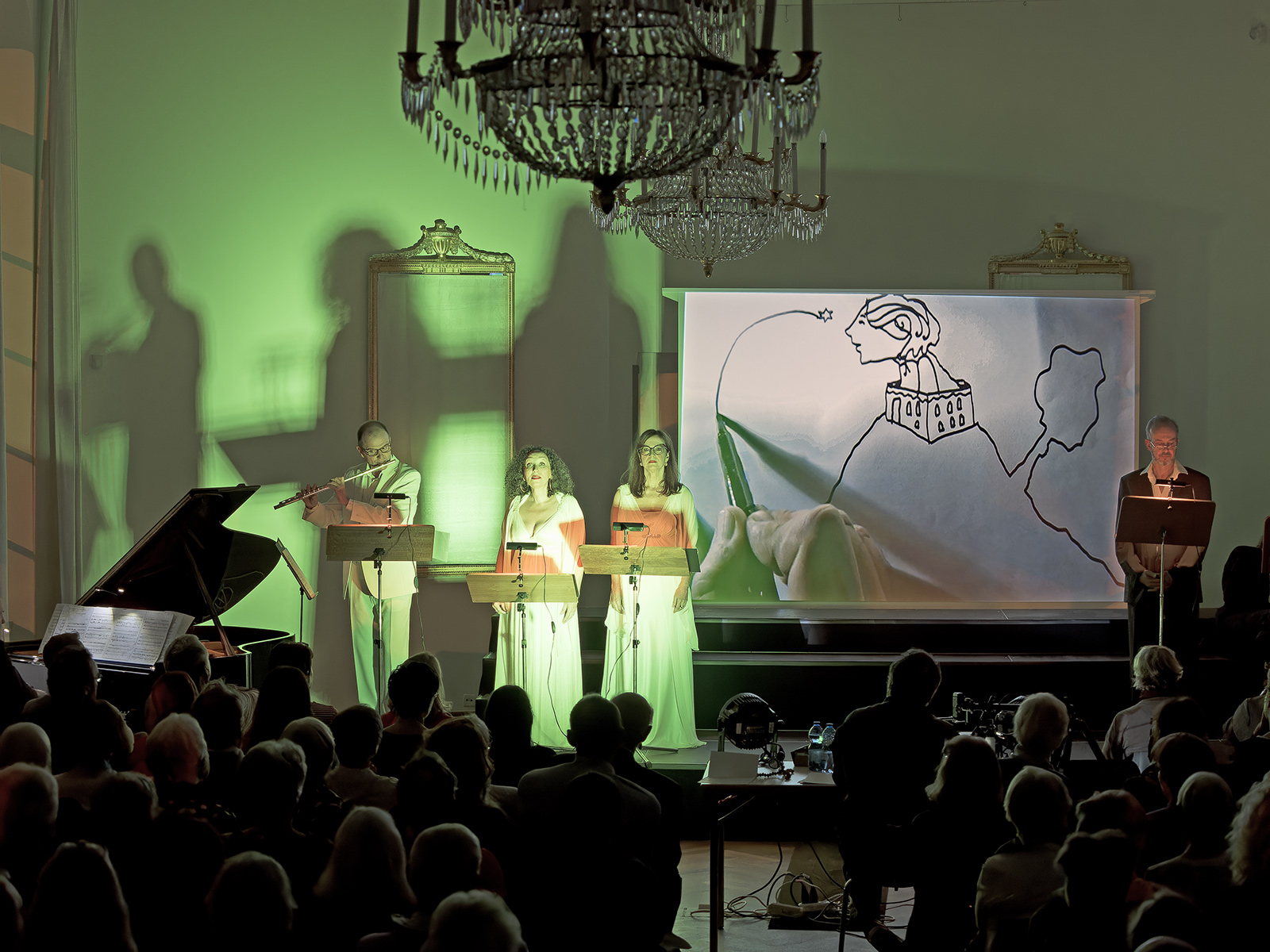
Dionysos, Gott des Rausches (Karlsruher Schlosskonzerte 2019), vlnr: Georg Kapp, Malika Reyad, Ruth Eberhard, Rüdiger Hellmann

Sämtliche Konzerte sind für das Publikum gratis – ein Anliegen der Sängerin. „Musik muss für alle da sein“ lautet ihr Credo: für alle Alters- und Bevölkerungsgruppen, alle Nationalitäten, alle sozialen- und alle Bildungsschichten. Sie experimentiert mit Musikstilen, Genres und Besetzungen, gibt immer wieder neue (Opern) Libretti in Auftrag (mehrfach bei Thorsten Moravietz) und bindet das Publikum interaktiv ein. Zwei Drittel des Programms sind aufwendige szenische Eigenproduktionen, ein Drittel Ankauf und Übernahme von bereits fertigen Produktionen oder Liederabende.
2006 entstand der Abend Denn ich bin allein wie ein Stein – Biographien aus dem Gedenkbuch für die Karlsruher Juden, die in der Zeit des Nationalsozialismus ermordet wurden – eine Lesung dokumentarischer Texte verbunden mit jüdischen Liedern und Klezmer-Musik des Duos Strauss-Warschauer aus New York.
2016 ging es um Amel – Hoffnung – Das Wort den Frauen! Der Islam und die Gleichstellung der Frau mit dem berühmten Sufimeister Cheikh Khaled Bentounes.

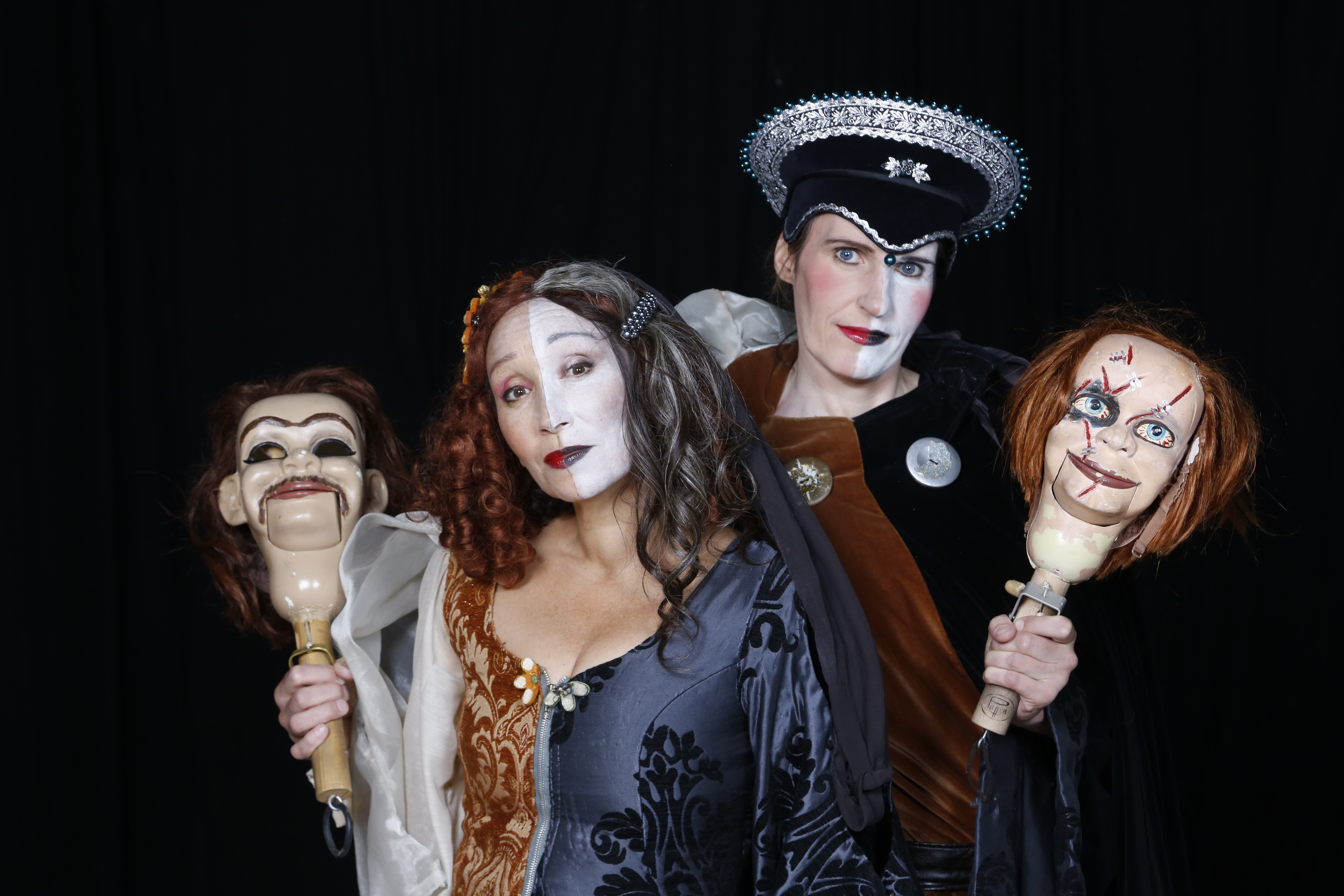
Malika Reyad und Dorothea Winkel in Die romanische Lucretia. Opernproduktion zum 300. Geburtstag der Stadt Karlsruhe (2015)

Das größte Programm bisher war Reyads Produktion der Oper Die romanische Lucretia von Casimir Schweizelsperg zum 300-jährigen Jubiläum der Stadt Karlsruhe 2015, in der sie die Titelrolle sang.
Auch hinter diesem Projekt stand eine stabile Gruppe unterschiedlichster Geldgeber, die seit 2005 die Karlsruher Schlosskonzerte konsequent subventionieren und ermöglichen. Der Eintritt ist zwar frei, aber alle Mitwirkenden werden honoriert, internationale Gäste eingeladen. Neben Stiftungen, Einzelsponsoren, der Sparkasse Karlsruhe, der Stadt, dem Land, dem Badischen Landesmuseum und je nach Thema weiteren Financiers und Fördermitteln, machen sich auch lokale Unternehmen für das Kulturevent stark.

## Gesangspädagogik
Neben ihrer internationalen Konzerttätigkeit arbeitet Malika Reyad auch als Gesangspädagogin. Sie unterrichtet Jugendliche und Erwachsene, Laien und Profis, und bereitet auch zukünftige Gesangsstudenten auf die Aufnahmeprüfung an einer staatlichen Musikhochschule vor. Seit 2006 hat sie eine private Gesangsklasse, die jährlich im Karlsruher Ziegler Saal auftritt. Als Pädagogin legt sie besonderen Wert auf Präsenz und Authentizität ihrer Eleven, auf das Vertrauen zum eigenen Gefühl, damit sich individuelle Klangfarben und Ausdrucksmöglichkeiten der Stimme entfalten können.

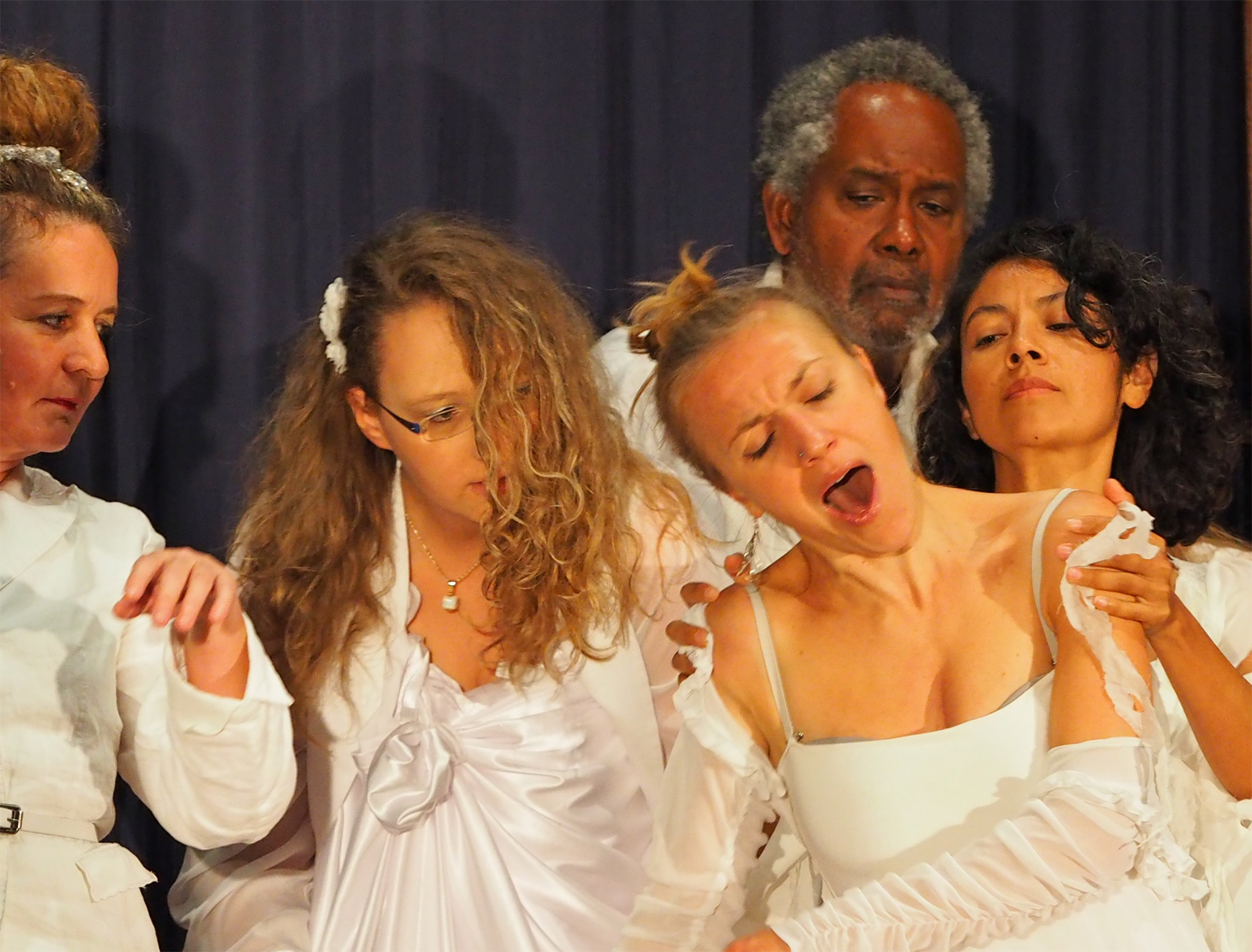
planets, Aufführung der Gesangsklasse (Ziegler Saal 2019)

Von 2001 bis 2004 leitete sie eine Gesangsklasse an der Städtischen Musikschule Eppingen, von 2003 bis 2009 unterrichtete sie Chorleiter des Landesjugendchores Baden-Württemberg unter Dan-Olof Stenlund. 2008 und 2009 war sie Stimmbildnerin beim Chorleiterseminar des Südtiroler Sängerbundes.
2012 lud Robert Göstl sie als Gesangslehrerin nach Caracas zu El Sistema ein. Dieses staatlich geförderte Kulturprogramm verfolgt seit 1975 das Ziel, Kinder und Jugendliche aus allen Bevölkerungsschichten musikalisch fundiert auszubilden und brachte bis heute Orchester und Musiker von außerordentlicher Qualität hervor. Eine Woche lang unterrichtete sie dort, gemeinsam mit zwei weiteren Gesangspädagoginnen, junge Erwachsene eines Chores für eine bevorstehende Deutschlandtournee.
Der spielerische Umgang mit Angst und Lampenfieber sind weitere Hauptthemen ihrer pädagogischen Arbeit. So gab sie ein viertägiges Seminar mit dem Thema „Ich habe einen Kloss im Hals – Stimme und Ausdruck“ in der Akademie Schloss Rotenfels, Landesakademie für Schulkunst, Schul- und Amateurtheater.
Die Grund- und Hauptschule Odenheim engagierte sie 2005 für einen Kurs zur Gewaltprävention mit Jugendlichen der Klassen 7, 8 und 9. Das Thema lautete „Gefühle –  Opfer – Täter“. Und das Städtische Klinikum Karlsruhe beauftragte sie 2018 und 2019, Workshops mit Absolventen des Freiwilligen Sozialen Jahres durchzuführen.
Empathie Training, Rollenspiele und Mut zur eigenen Stimme standen auch hier im Mittelpunkt des Gesangsunterrichts und ermöglichten den Beteiligten, neue Gefühls- und Handlungsfreiräume für sich zu entdecken.

## Publikationen
- Malika Reyad: Ich lebe nicht in zwei Welten – Ich bin zwei Welten. In: Deutschland mit beschränkter Haftung – Die Kunst Deutsch zu sein, Hg.: Maricarmen De Saavedra, Patchworldverlag Berlin 2008, ISBN 978-3-941021-02-0
- Malika Reyad: Gerechtigkeit wird gefühlt. Anlässlich der 24. Europäischen Kulturtage 2018
- Malika Reyad: Träum weiter! In: Christiane Möschle/Katja Sievers Frauenperspektiven in Karlsruhe, Panima Verlag Karlsruhe 2019, ISBN 978-3-9820126-1-2
- Malika Read: Startgleis Sehnsucht - Eine Biographie. In: Deutsch-Marokkanische Lebenswege - Geschichten über das Suchen, Ankommen und Engagieren, Hg.: Soraya Moket, Rahim Hajji und Abdellatif Youssafi, Buchprojekt der Hochschule Magdeburg-Stendal und des Deutsch-Marokkanischen Kompetenznetzwerkes DMK, Mitteldeutscher Verlag GmbH 2021

## Presse
- Klaus Ross: Eislers frühe Kabinettstücke. Mezzosopranistin Malika Reyad als überragende Solistin beim Liederabend in der Alten Aula. In: Rhein-Neckar-Zeitung, 18. August 1999
- Joachim Stiehr: Mit einer schönen Stimme –  Malika Reyad sang in früherer Synagoge Gelnhausen. In: Main-Echo Aschaffenburg, 12. April 2000
- Rolf Fath: Galgenlieder und soziale Emphase statt Frühlingsdüften. Konzertabend im Gartensaal des Schlosses mit einem etwas anderen Liederprogramm zum Mai. In: Badische Neueste Nachrichten, 3. Mai 2002
- Lela Lappé: Zwei Kulturen eine Stimme geben. Porträt über Malika Reyad mit Titelbild. In: ab40, Zeitschrift von, für, über Frauen, Hg.: Greta Tüllmann, ab40 Verlagsgesellschaft, Heft 2/2010
- Fremd sein kann man auch in der eigenen Heimat. Malika Reyad im Interview mit Mohamed Massad. In: Qantara.de 2010
- Isabel Steppeler: Lucretia darf zum Stadtgeburtstag singen. In: Badische Neueste Nachrichten, 23. Juni 2015
- Manfred Kraft: Ein entzückendes Geschenk. Karlsruher Schlosskonzerte bringen „Die romanische Lucretia“ von Casimir Schweizelsperg. In: Badische Neueste Nachrichten, 6. November 2015
- Claudia Geimer: Reger stand mit Kritik auf Kriegsfuß. Aufschlussreiche musikalische Soirée in der Betzdorfer Stadthalle mit Rezitation und Vorträgen. In: Rhein-Zeitung, 21. November 2016
- Jens Wehn: Geistreich unterhaltend. Schlosskonzert ehrte Komponist Schweizelsperg. In: Badische Neueste Nachrichten, 5. Dezember 2019
- Wunder in Karlsruhe. Malika Read im INKA-Interview mit Roger Waltz. In: INKA 1.Mai 2021
- Berthe Anna Obermanns: Eindrucksvolle Rückkehr. Die Karlsruher Schlosskonzerte melden sich mit einer Annäherung an Büchners „Woyzeck“ zurück. In: Badische Neueste Nachrichten, 2. Dezember 2023
- Christine Gehringer: Es ist toll, zwei Kulturen in sich zu haben. Karlsruher Schlosskonzerte mit dem Thema Migration und Deutsch-Marokkanische Lebenswege. In: Pamina Magazin, 18. Dezember 2023
- Rist: Sex und Macht – „Me too“ in der Barockoper? Vortrag bei junge alte von Malika Reyad. In: Grötzingen Aktuell. Nachrichten aus dem Badischen Malerdorf, 12. April 2024